# Irmão José Otão
Irmão José Otão (Garibaldi, 20 de julho de 1910 — 2 de maio de 1978), o nome religioso de José Stefani, foi um irmão marista católico brasileiro que dedicou parte de sua vida ao magistério e, depois, à construção da Pontifícia Universidade Católica do Rio Grande do Sul.

## Biografia
O Irmão José Otão foi professor de várias escolas do Rio Grande do Sul, dentre elas o Colégio Nossa Senhora do Rosário, até o ano de 1948, quando foi nomeado vice-reitor da então recém-criada Universidade Católica do Rio Grande do Sul. Em 1951, tornou-se diretor da Faculdade de Filosofia, Ciências e Letras dessa instituição. 
Em 1955, ele criou a revista Veritas, publicada até hoje pela EDIPUCRS. Além de escrever colunas do Correio do Povo, o Irmão José Otão publicou três livros de ensaios a respeito da Educação. Foi eleito por duas academias de letras, a Academia Norte-Riograndense de Letras e a Academia Rio-Grandense de Letras, como membro honorário e perpétuo.
Em 1954 ele se tornou reitor da Pontifícia Universidade Católica do Rio Grande do Sul, sucedendo a Alberto Etges. Sua administração foi responsável por decisões significativas: a mudança do Campus para o bairro Partenon, onde já funcionava o Instituto Champagnat; a construção de vários prédios para abrigar as faculdades e institutos da PUCRS; criação de novos cursos; e o aprimoramento do corpo docente. Nasceu assim, ao longo dos anos, a Cidade Universitária.
Além de suas atividades no Brasil, o Irmão José Otão realizou diversas viagens ao exterior, frequentando congressos e visitando universidades da Europa e dos Estados Unidos.
O Irmão José Otão faleceu aos sessenta e sete anos de idade.
Hoje, a Biblioteca Central da PUCRS leva seu nome como homenagem. Há ainda a Fundação Irmão José Otão (Fijo).

## Obras
- Pensamentos de Ontem e de Hoje (volumes I e II)
- Lazer e Recreação
- Temas Universitários

## Condecorações
- Ordem de Isabel, a Católica (1966)
- Comenda da Legião de Honra